# Kodeks 0206
Kodeks 0206 (Gregory-Aland no. 0206) – grecki kodeks uncjalny Nowego Testamentu na pergaminie, paleograficznie datowany na IV wiek. Do naszych czasów zachował się fragment jednej karty kodeksu. Przechowywany jest w Dayton, Ohio.

## Opis
Do dziś zachowała się tylko jedna karta, z tekstem 1. Listu Piotra (5,5-13). Karta zachowała się w słabej kondycji, została nadjedzona przez robaki i jest fragmentaryczna. Oryginalne karty kodeksu miały rozmiar 14 na 10 cm. Tekst pisany jest jedną kolumną na stronę, w 8 linijkach w kolumnie, wielkimi literami. Wielkość liter kontrastuje ze stosunkowo niewielkim rozmiarem karty, na co zwrócili uwagę już odkrywcy rękopisu Grenfell i Hunt. Kształt liter przypomina Kodeks Synajski.

## Tekst
Fragment reprezentuje aleksandryjską tradycję tekstualną. Kurt Aland zaklasyfikował go do kategorii III, co oznacza, że jest ważny dla poznania historii tekstu Nowego Testamentu. Odkrywcy rękopisu zwrócili uwagę na dość dużą zgodność z Kodeksem Watykańskim.

## Historia
INTF datuje rękopis na IV wiek. Pasquale Orsini, włoski paleograf, datuje go na drugą połowę IV wieku. Don Barker, profesor z Macquarie University w Sydney, argumentował za wcześniejszym datowaniem fragmentu i twierdził, że jest współczesny dla {\displaystyle {\mathfrak {P}}^{39}}, {\displaystyle {\mathfrak {P}}^{88}} oraz Kodeksu 0232. Wszystkie cztery powinny być datowane albo na koniec II wieku, albo na koniec IV wieku.
Rękopis znaleziony został w Oksyrynchos na przełomie XIX i XX wieku, przez Grenfella i Hunta, którzy w 1915 wydali jego tekst. Odkrywcy przekazali rękopis dla United Theological Seminary w Dayton, ze względu na finansowanie wykopaliskowych prac w Oksyrynchos.
Na listę rękopisów Nowego Testamentu wciągnął go Ernst von Dobschütz w 1933 roku, oznaczając go przy pomocy siglum 0206.
Barker zauważył, że liczba stron została źle odczytana przez Grenfella, wydawcę kodeksu, i nie jest to 229, lecz 829 (albo 819). To oznacza, że skryba zapisał ponad 800 stron tekstu zanim rozpoczął pracę nad 1. Listem Piotra. Nawet uwzględniając wyjątkowo wielkie litery oraz stosunkowo mały rozmiar kart, oryginalny rękopis musiał zawierać znaczną partię chrześcijańskich pism, być może Listy Pawła i Listy powszechne.
Rękopis przechowywany jest w bibliotece United Theological Seminary (P. Oxy. 1353) w Dayton.